# Matthias Polenius
Matthias Polenius (* 1579 in Lobedau, Fürstentum Neisse; † 1631 in Frankfurt (Oder)) war ein brandenburgischer Hofrat und Hochschullehrer.

## Leben
Polenius studierte in Leipzig, Jena und Frankfurt. In Frankfurt wurde er auch zum Doktor der Rechte promoviert und wirkte fort an als Professor und Prorektor an der Universität.
Kurfürst Georg Wilhelm (1595–1640) berief ihn 1620 als Geheimrat und Vizekanzler in seinen Staatsrat.
Polenius hatte einen gleichnamigen in Frankenstein geborenen Sohn Matthias Polenius (1611–1654), der seit 1630 in Altdorf studierte.
Wohl ein Enkel namens Johann Matthias Polenius, kurbrandenburgischer Rat und Lehenssekretär, erhielt 1699 vom Kaiser eine Adelserneuerung und Bestätigung des rittermäßigen Adelsstandes für das Reich und die Erblande, mit Lehenbesitzfähigkeit, dem Recht für den Prädikatsnamen „von Pohlens“ und sich nach besessenen Gütern zu benennen (dem „privilegium denominandi“). Die Nobilitierung wurde am 13. September in Kurbrandenburg anerkannt.